# Schloss Oberndorf
Schloss Oberndorf (genannt Fuggerschloss) ist eine zweigeschossige Zweiflügelanlage mit zwei dreigeschossigen Rundtürmen. Es liegt in der Gemeinde Oberndorf am Lech im Landkreis Donau-Ries.

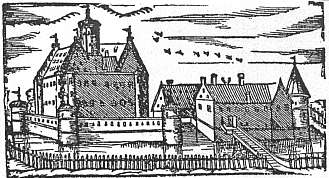
Schloss Oberndorf, Ansicht von 1561

## Geschichte

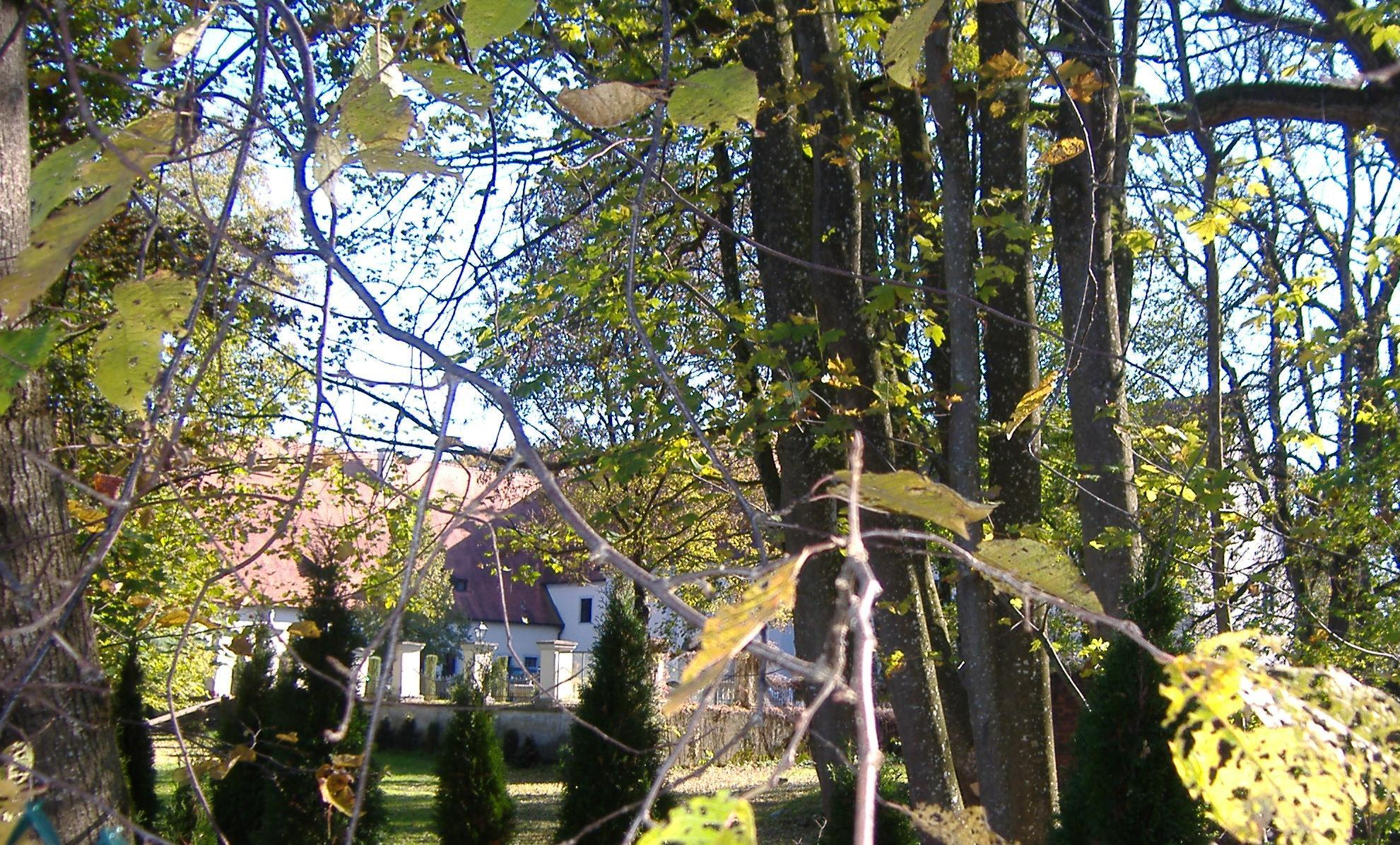
Schloss vom Tillyweg aus

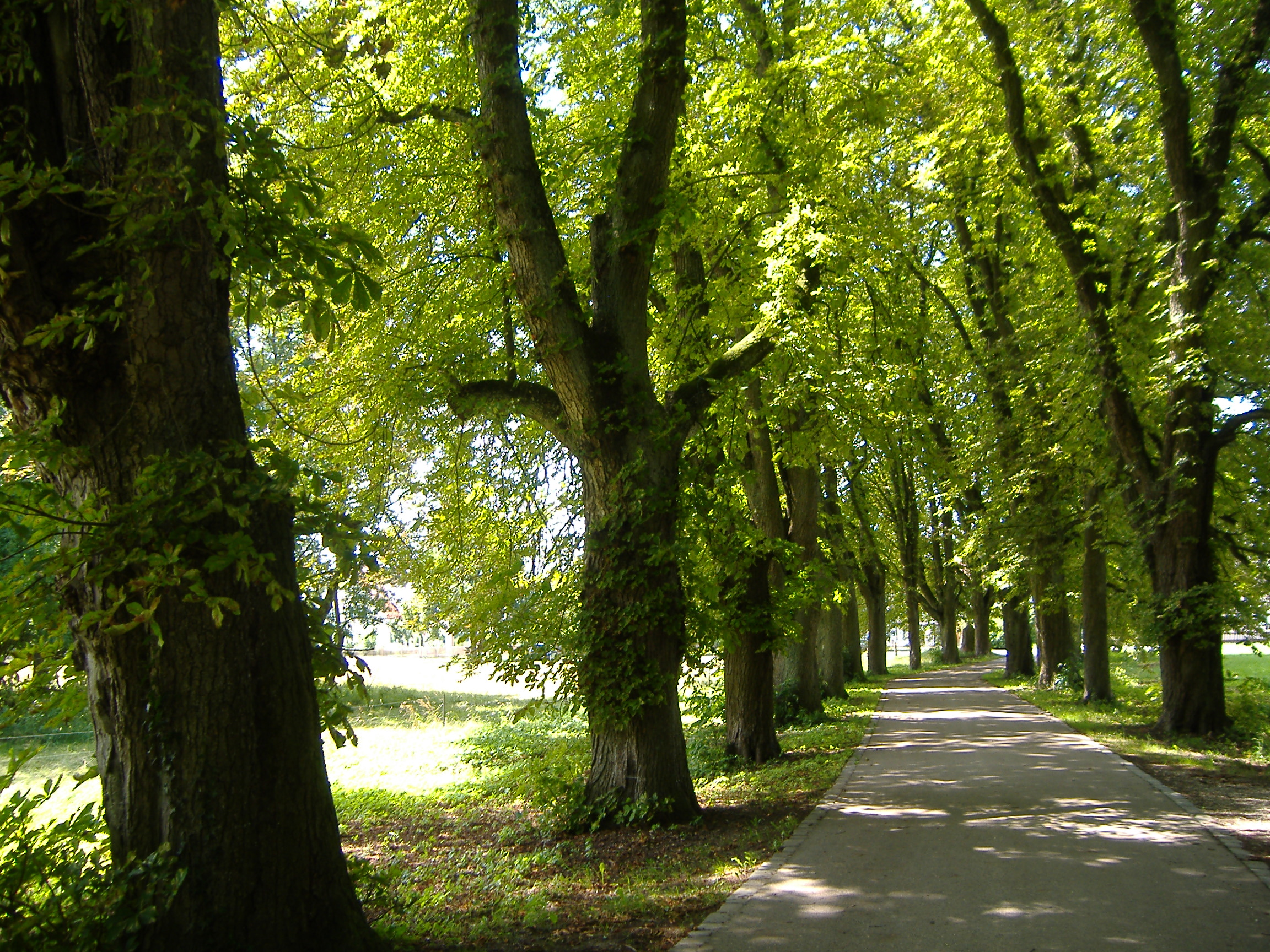
Auffahrtsallee zum Schloss

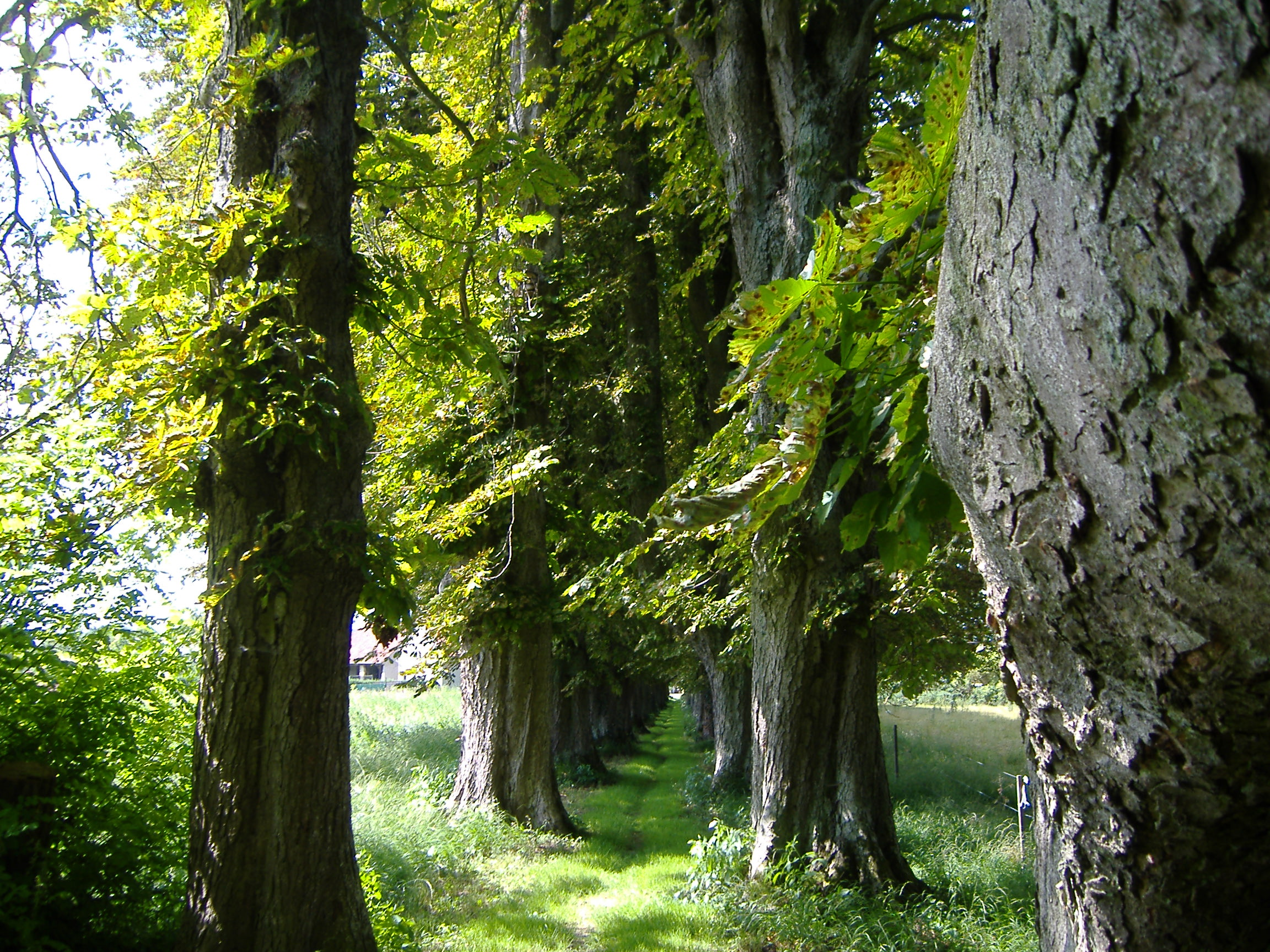
„Kirchenallee“

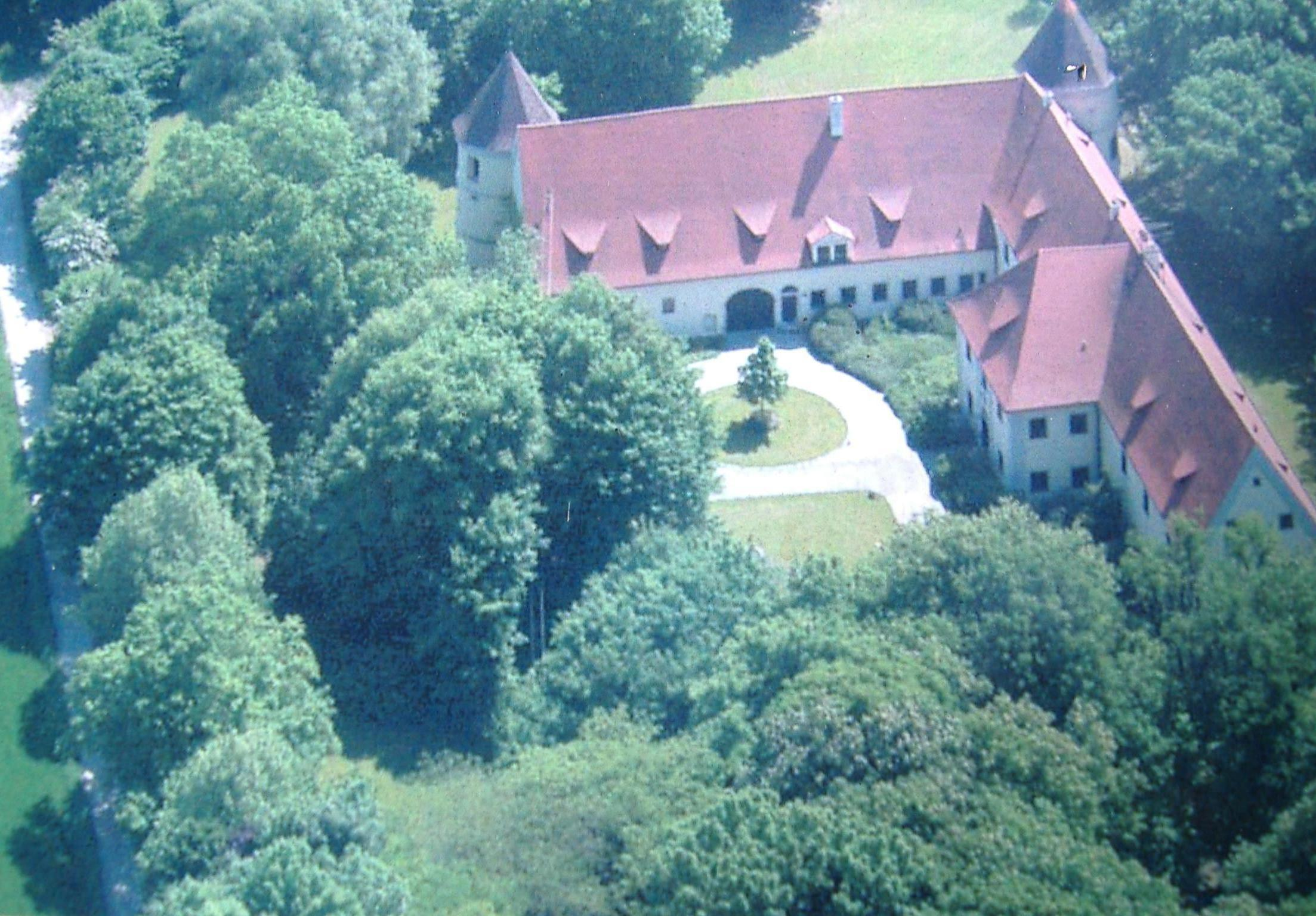
Gesamtansicht des Schlosses (Bild von Infotafel zum Tillyweg)

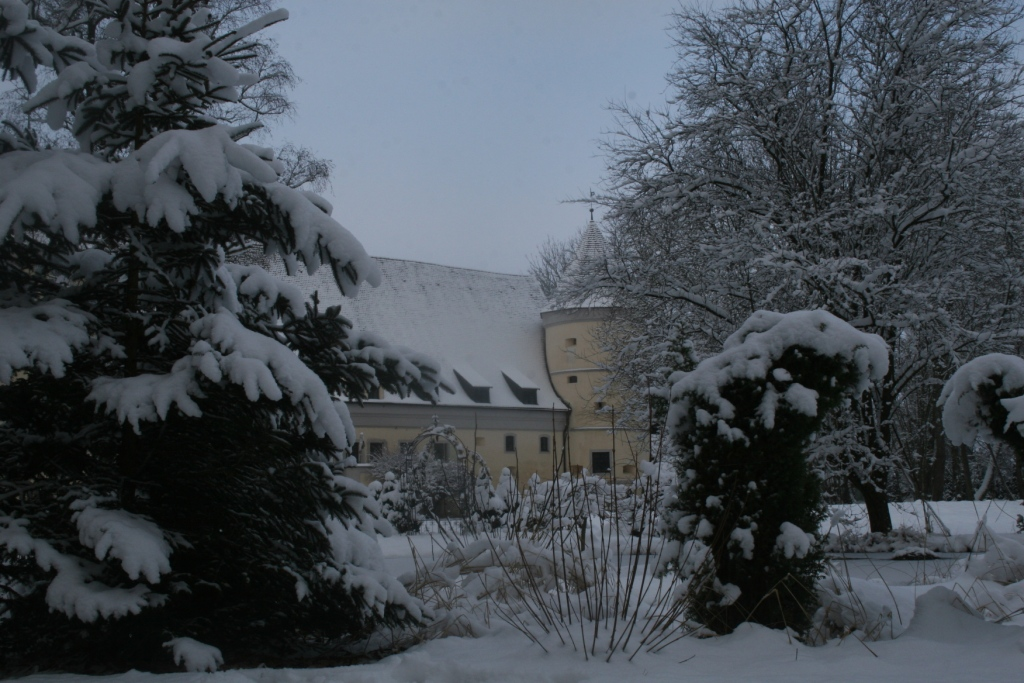
Schloss Oberndorf – Ostansicht

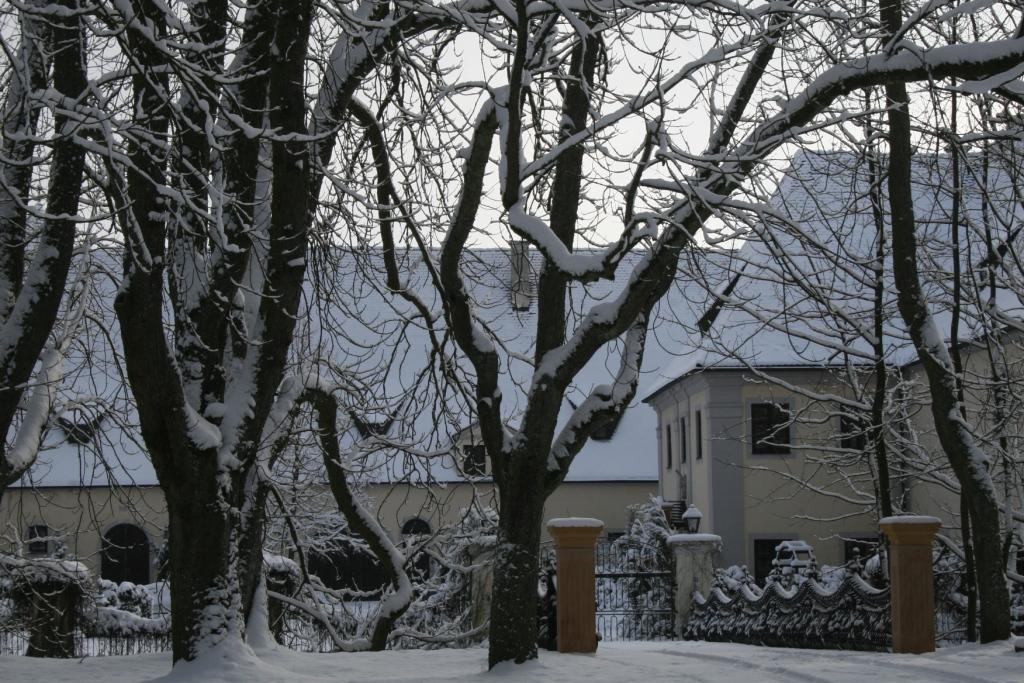
Westansicht

1533 erwarb Raymund Fugger von der Lilie von Marschall Wolf von Donnersberg das vom Würzburger Bischof lehenbare Schloss und Gut Oberndorf mit den zugehörenden Dörfern Eggelstetten und Flein.   Sein Bruder Anton Fugger von der Lilie ließ zwischen 1535 und 1546 ein imposantes vierflügeliges Wasserschloss errichten. Das Gebäude (siehe Ansicht von 1561)  bestand aus zwei parallelen Flügeln, die durch einen oder zwei weitere Flügel miteinander verbunden waren und auf diese Weise einen Hof bildeten. Die Giebel mit dem dazwischen aufsteigenden zierlichen Turm mit Haube erinnern an die reichsstädtische Architektur des alten Augsburger Rathauses. Die Anlage des Landschlosses insgesamt zeigt in ihrer Symmetrie und mit ihren Höfen eine gewisse Großzügigkeit, die der reichsgräflichen Würde des Hauses Fugger durchaus gemäß ist. Im Jahre 1601 wurde es zum Residenzschloss von Anton Fugger d. J. Genannter begründete die (bereits 1669 ausgestorbene) Linie Fugger-Oberndorf. Während des Dreißigjährigen Krieges brannte 1632 das Schloss, in dem die Schweden Quartier nahmen, weitestgehend aus. Nur ein Teil des Wirtschaftsgebäudes blieb erhalten. Um 1819 ließ Sebastian Eligius Fugger-Glött, der 1826 im Schloss Oberndorf starb, die Gebäudereste zur heute anzutreffenden Zweiflügelanlage ausbauen.
Die Schlossherrin Marie Gräfin von Fugger-Glött war eine hochangesehene Imkerin. Sie unterhielt 25 Bienenvölker und nahm 1886 an der bienenwirtschaftlichen Ausstellung in Augsburg teil.
Im obersten Geschoss des östlichen Rundturmes befindet sich eine kleine Schlosskapelle mit blattgoldverziertem Altar und dem Wappen der Fugger. Das einstige vom Renaissancestil geprägte Fuggerschloss wurde Mitte der 1980er und 1990er Jahre komplett renoviert.
Nördlich am Schlosspark führt der Tillyweg vorbei. Von dieser Seite aus kann man noch einige „verstohlene“ Blicke auf das hinter Bäumen und Sträuchern versteckte Schloss und seinem Park werfen, zumal neugepflanzte Lebensbäume rund um die Parkgrenze immer mehr die historische Anlage von der Außenwelt abschotten (werden).
Zwei imposante Rosskastanienalleen (leider von der Rosskastanienminiermotte befallen) führen zum Schloss. Die südlich zum Schloss gehende sog. „Kirchenallee“ ist als Naturdenkmal ausgewiesen. Das Ende der Allee (ca. 10 Bäume) befindet sich im abgegrenzten ca. 22.000 m² großen im Englischen Stil angelegten Park. Das Areal ist in Privatbesitz und nicht der Öffentlichkeit zugänglich. Jedoch können Räumlichkeiten des Schlosses für Veranstaltungen diverser Art, z. B. Hochzeiten, gebucht werden. Gezielten Besuchergruppen öffnet der neue Schlossherr das Schlossportal, wie beispielsweise den Oberndorfer Grundschülern.